# Ian St. John
Ian St. John (* 7. Juni 1938 in Motherwell, Schottland; † 1. März 2021 in Arrowe Park, Merseyside, England), auch Ian St John, war ein schottischer Fußballspieler und -trainer, der von den Fans des FC Liverpool noch immer verehrt wird.

## Kindheit
St. John wuchs als eines von sechs Kindern unter harten Bedingungen auf; sein Vater starb, als er noch sehr jung war, und er musste früh schon selbst Geld verdienen, um sich und seine Mutter zu ernähren. Parallel zu seiner Arbeit in der Stahlindustrie spielte er so viel Fußball wie möglich und hatte so, nach seiner Entdeckung als überdurchschnittlich talentierter Fußballer durch den Vater eines Freundes, lange Zeit zwei Berufe.

## Stationen als Fußballprofi

### Motherwell
Ian St. John begann seine Profilaufbahn 1956 in einem schottischen Erstligaspiel gegen Queen of the South in seiner Heimatstadt beim FC Motherwell, mit dem er ziemlich erfolgreich spielte. Die Dominanz der beiden Glasgower Klubs konnten er und seine Teamkameraden jedoch nicht brechen. Obwohl inzwischen Profi, musste er weiter in der Stahlfabrik arbeiten, da er vom Verein lediglich 6 £ die Woche bekam. Bemerkenswert ist außerdem, dass er 1959 in einem Spiel in Edinburgh einen Hattrick in weniger als 2 Minuten und 30 Sekunden erzielte.

### Liverpool

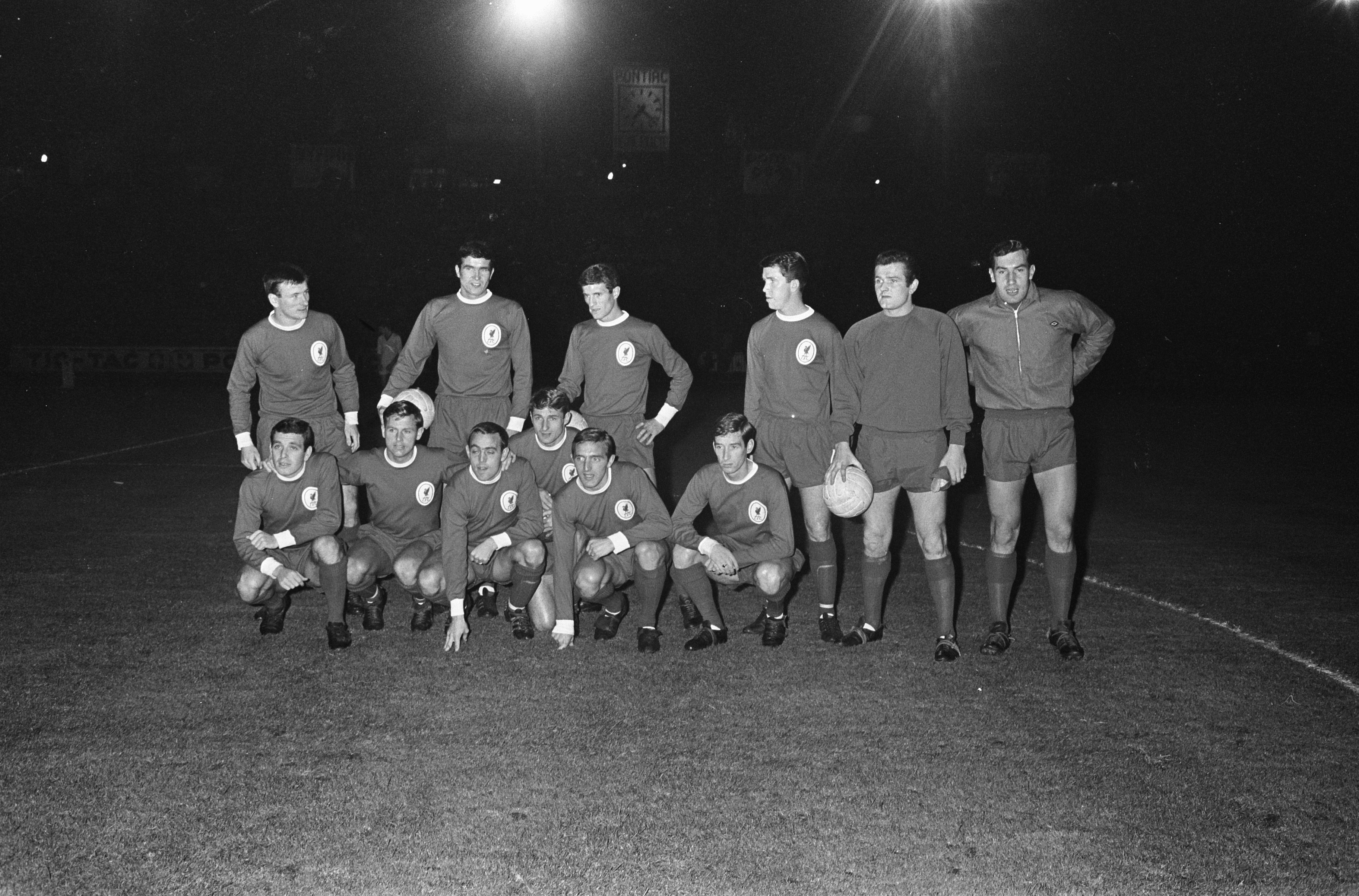
Die Mannschaft von Liverpool mit Ian St. John in der ersten Runde des Europapokals 1966/67.

Zur Saison 1961/62 wechselte St. John dann für die damals enorme Summe von 37.500 £ zum südlich der schottischen Grenze gelegenen und von Bill Shankly trainierten FC Liverpool, mit dem er in seiner ersten Saison gleich in die Eliteliga Englands aufstieg. Besonders ist, dass er in seinem ersten Spiel, einem Derby gegen den Stadtrivalen FC Everton, gleich drei Tore erzielte. Im ersten Erstligajahr schied St. John mit den „Reds“ erst im Halbfinale des FA Cup unglücklich gegen Leicester aus und etablierte sich als beachtlicher sechster unter Englands Top-Teams. Im zweiten Jahr wurde Liverpool dann bereits Meister und gewann 1965 den FA Cup gegen Leeds United, wobei St. John in der Verlängerung das Siegtor erzielte. Ein Jahr darauf wurde der LFC erneut Meister, wobei St. John nicht mehr so offensiv wie in seinen ersten drei Jahren spielte und eher als Vorbereiter für seine Teamkameraden, besonders Roger Hunt, diente. Noch im selben Jahr unterlag Liverpool erst im Finale des Europapokals der Pokalsieger gegen Borussia Dortmund (1:2). 1970 verloren St. John und sein Team im FA-Cup-Finale überraschend gegen Außenseiter Watford. Nach zehn erfolgreichen Jahren bei den „Reds“ wechselte St. John 1972 noch einmal den Verein.
St. John wurde von den Fans des FC Liverpool an 21. Stelle in der Liste „100 Players Who Shook The Kop“ gewählt.

### Coventry und Tranmere Rovers
Nachdem Bill Shankly ihn aus der ersten Mannschaft verbannt hatte, beschloss St. John, noch je ein Jahr als Spielertrainer für Coventry City und die Tranmere Rovers zu spielen, bevor er seine Karriere 1974 endgültig beendete.

### Schottland
St. John wurde 21-mal in die Schottische Nationalelf berufen und erzielte dabei 9 Treffer. Sein Debüt kam 1959 in einem Länderspiel gegen Westdeutschland im Hampden-Park-Stadion, das mit einem 3:2-Sieg für die Schotten endete. Sein letztes Spiel für die Nationalelf absolvierte er 1965.

## Als Trainer/Manager
Ian St. John wurde zunächst bei seinem Heimatverein FC Motherwell Trainer, später trainierte er noch den FC Portsmouth, Sheffield Wednesday sowie Coventry City.

## Als TV-Fachmann
St. John bildete nach seiner Zeit als Spieler und Trainer mit Jimmy Greaves in der Show „Saint and Greavsie“ von 1979 bis 1992 ein sehr erfolgreiches und beliebtes Sportreporter-Duo.

## Privatleben
St. John heiratete bereits sehr früh seinen Jugendschwarm Betsy und hatte drei Kinder mit ihr, musste allerdings auch zwei Fehlgeburten durchstehen. Er hatte mehrere Enkelkinder. In seiner Freizeit spielte St. John passioniert Golf und hatte zuletzt ein Handicap von 13.
Er litt seit 2014 an Blasenkrebs. Ian St. John starb am 1. März 2021 in Arrowe Park, Merseyside, im Alter von 82 Jahren.